# Paul Eduard Robert Armsen
Paul Eduard Robert Armsen (16. prosince 1906 Reval – ??) byl matematik a statistik.
Studoval na univerzitách v Dorpatu, Hamburku a Mnichově. V roce 1943 získal v Mnichově doktorát u profesora C. Carathéodoryho. V letech 1943–1945 byl Armsen asistentem pověřeným vedením přednášek na německé univerzitě v Praze. Po válce působil v letech 1947–1953 na teologických vysokých školách v Bamberku a Erlangen. Od roku 1953 pracoval jako statistik v Johannesburgu v Jihoafrické republice.